# Jamie Saft

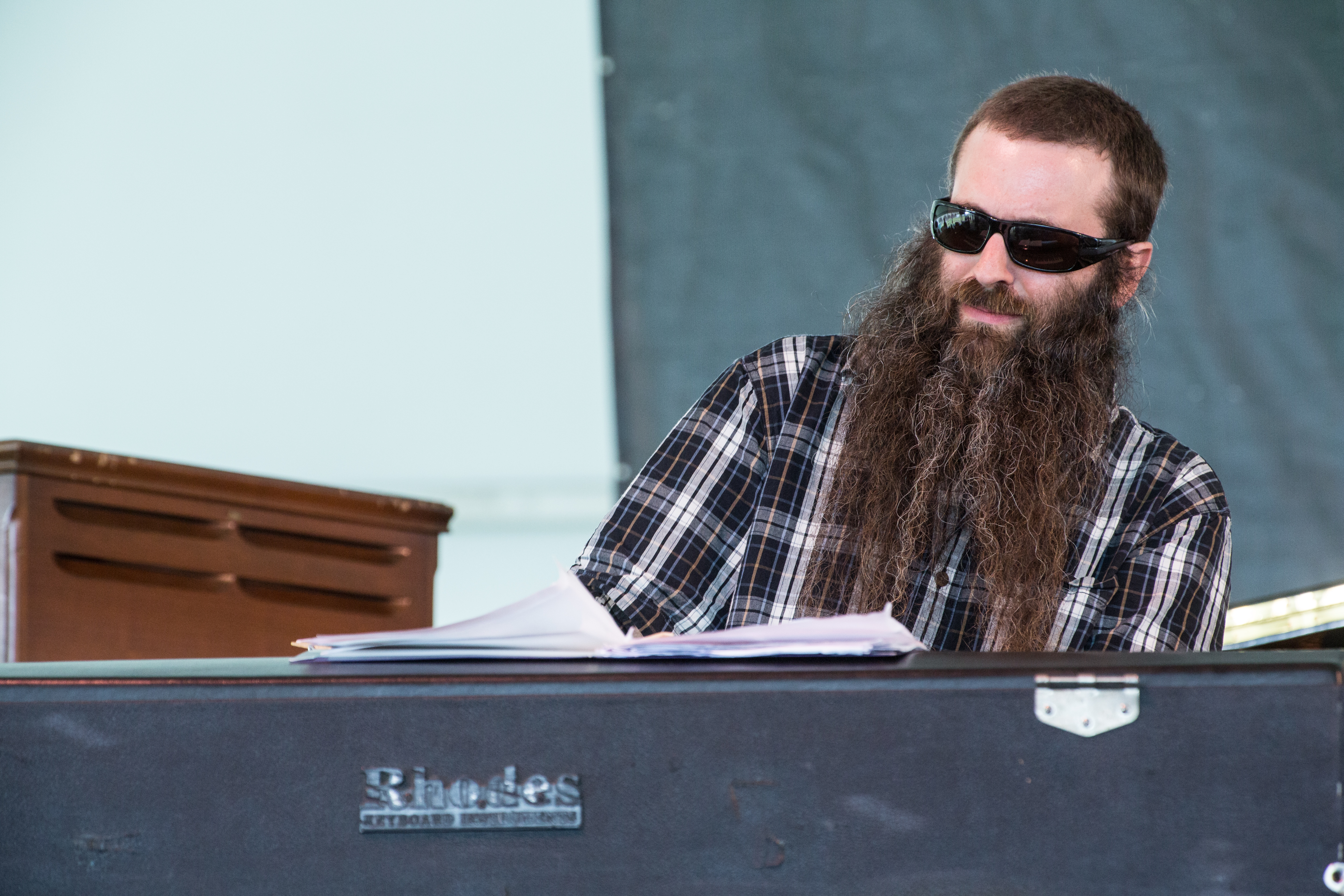
Jamie Saft

Jamie Saft (* 1971 in Brooklyn, New York City) ist ein US-amerikanischer Jazzmusiker (Piano, Keyboard, Orgel, Akkordeon, auch Gitarre, Bass, Electronics) und Komponist, der sich auch als Tontechniker betätigte.

## Leben und Wirken
Jamie Saft wuchs in Flushing auf. Bereits früh erhielt er Klavierunterricht, u. a. durch den Komponisten Burton Hatheway (1930–2023). Zunächst an Popmusik und Hardrock interessiert, kam er mit 13 Jahren über ein geschenktes Album (Monk’s Dream) zum Jazz. Später studierte er am New England Conservatory of Music und an der Tufts University, u. a. bei Paul Bley, Geri Allen, Cecil McBee und Joe Maneri. Wichtiger Mentor blieb Hatheway. 
1993 kehrte Saft nach New York zurück und arbeitete seitdem in verschiedenen musikalischen Bereichen von Oper bis Jazz. 1995 trat er als Solist im New Yorker Lincoln Center auf, als Organist spielte er bei Bobby Previte (Latin for Travelers, Enja 1995), als Akkordeonist bei Peter Epstein und Jerry Granelli (Enter a Dragon); außerdem arbeitete er mit John Zorn/The Moonchild Trio, dem Groove Collective und Marc Ribot. Mit Cuong Vu nahm er 1995 das Album Ragged Jack auf, gefolgt von Sovlanut, das er 1999/2000 mit Chris Speed und Jim Black einspielte. Daneben arbeitete er für John Zorn am Aufnahme- und Mischpult. In den 2000er Jahren folgten Kooperationen mit Hasidic New Wave, Mat Maneri, Mark O’Leary, Kenny Wollesen, Trevor Dunn, Erik Friedlander, Larry Grenadier und Ben Goldberg. Im Trio mit Ben Perowsky und Greg Cohen entstand das Album Trouble: The Jamie Saft Trio Plays Bob Dylan. Seit 2011 wirkt er auch in seinem Trio New Zion (mit Brad Jones am Bass und Craig Santiago an den Drums). Beeinflusst wurde er auch von den Hardcore-Punk-Pionieren Bad Brains, auf deren Album Build a Nation (2007) er Keyboards spielt.
Saft betätigte sich auch als Musiker von Filmmusiken (Feuerwerk auf italienisch 2001), als Filmkomponist (Murderball, 2005 und God Grew Tired of Us, 2006) und als Tontechniker im Potterville International Sound Studio. Zu hören war er auch auf Jerry Granellis Plays Vince Guaraldi & Mose Allison (2020) und Jeff Lederers Album Eightfold Path (2021).
2015 gewann Saft in den Kritiker-Polls von Down Beat in der Kategorie Rising Star (Orgel und Keyboard, bei Letzterem ex aequo mit George Colligan).

## Diskographische Hinweise
- Ragged Jack (Avant, 1997)
- Sovlanut (Tzadik, 2000)
- Breadcrumb Sins (Tzadik, 2002)
- The Only Juan (Love Slave Records, 2002), mit Jerry Garnelli
- Astaroth: Book of Angels Vol. 1 (Tzadik, 2005), als Jamie Saft Trio
- Trouble: The Jamie Saft Trio Plays Bob Dylan (Tzadik, 2006), als Jamie Saft Trio
- Merzdub (Caminante, 2006), mit Merzbow
- Live in Japan 2003 (Word Public, DVD, 2006), mit Bobby Previte, Skerik
- The Synth Show (Leo Records, 2008), mit Mark O’Leary, Kenny Wollesen
- Black Shabbis (Tzadik, 2009), mit Trevor Dunn
- A Bag of Shells (Tzadik, 2010), mit Bobby Previte, Erik Friedlander, Cyro Baptista, Bill McHenry
- Borscht Belt Studies (Tzadik, 2011), mit Larry Grenadier, Ben Goldberg
- The New Standard (RareNoise, 2014), mit Steve Swallow, Bobby Previte
- Ticonderoga (Clean Feed Records, 2015), mit Joe Morris, Charles Downs, Joe McPhee
- Loneliness Road (RareNoise 2017), mit Steve Swallow & Bobby Previte (mit Iggy Pop)
- Solo a Genova (RareNoise Records, 2018)
- Blue Dream (RareNoiseRecords, 2018)
- Jamie Saft, Steve Swallow, Bobby Previte: You Don’t Know the Life (RareNoiseRecords, 2018)
- Hidden Corners (2019), mit Dave Liebman, Bradley Christopher Jones, Hamid Drake[2]
- Bobby Previte, Jamie Saft, Nels Cline: Music from the Early 21. Century (RareNoise, 2020)
- Jamie Saft, Joe Morris, Bradley Jones, Charles Downs: At|las (2020)